# Řidič tramvaje

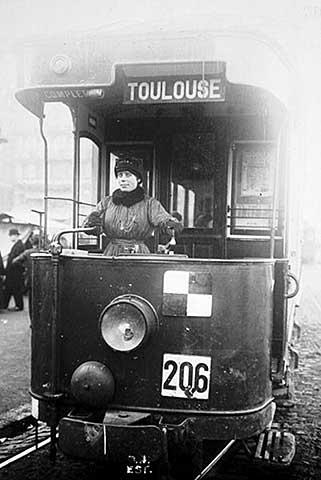
Řidička tramvaje v Toulouse v době první světové války

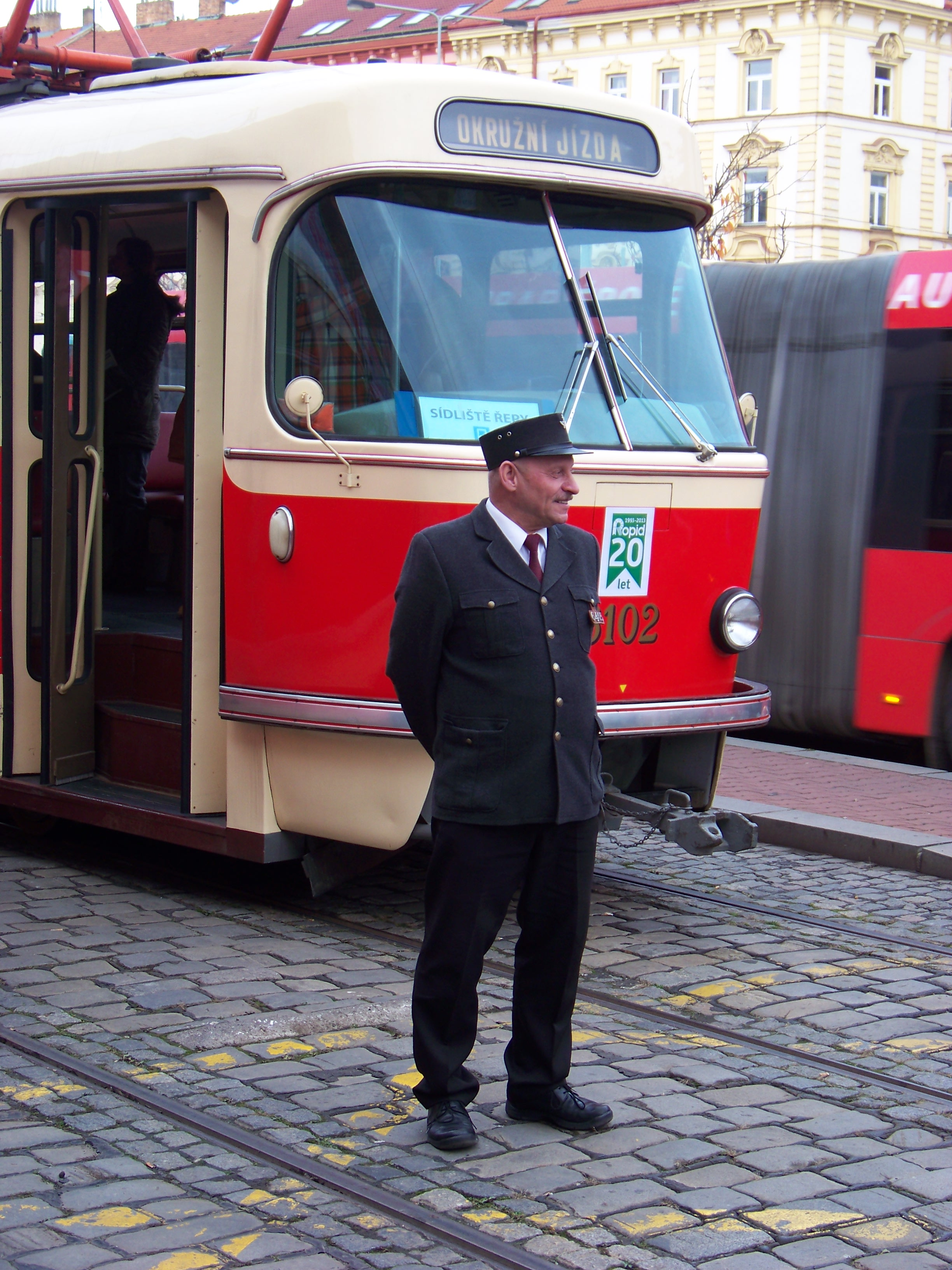
Řidič mimořádné tramvaje v Praze v historické uniformě

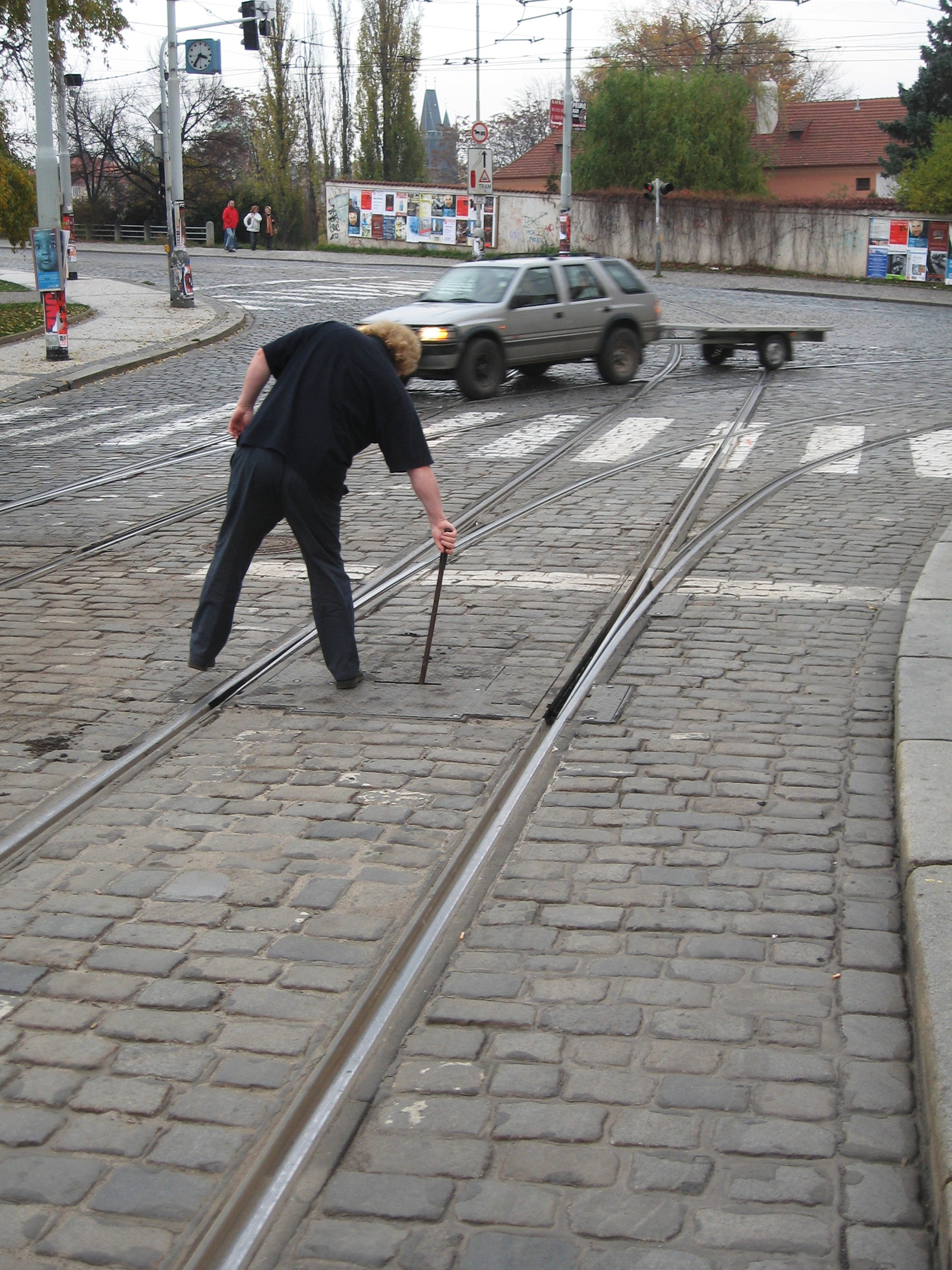
Ruční přestavování výhybky řidičem tramvaje v Praze

Řidič tramvaje je osoba, která ovládá tramvajové vozidlo nebo tramvajový vlak. Nejde-li o řízení při výcviku nebo zkoušce, musí mít průkaz způsobilosti k řízení drážního vozidla pro hnací vozidla na tramvajové dráze a pro tramvajovou dráhu (TR nebo TR-D).

## Řidiči tramvají v Česku

### Terminologie
V českém zákoně o dráhách a prováděcích předpisech o odborné a zdravotní způsobilosti se nepoužívá slovo řidič, ale opis „osoba řídící drážní vozidlo na dráze tramvajové“. Jako řidič je taková osoba označována v pravidlech silničního provozu a zpravidla i v provozních předpisech jednotlivých dopravců a provozovatelů tramvajových drah. Dopravní řád drah (vyhl. 173/1995 Sb.) a Stavební a technický řád drah (177/1995 Sb.) používají v různých ustanoveních obě označení: označení „řidič“ se používá zejména ve výkladu významu návěstí a v popisu vybavení stanoviště řidiče. 

### Zdravotní a odborná způsobilost
Požadavky na způsobilost k řízení drážního vozidla na dráze tramvajové, trolejbusové, lanové, na speciální železniční dráze  a na vlečce stanoví hlava druhá, díl první (§ 45 a násl.) zákona č. 266/1994 Sb., o dráhách. K řízení je třeba průkaz způsobilosti k řízení drážního vozidla vydává drážní správní úřad žadateli, který prokázal odbornou způsobilost zkouškou. Tím se požadavky na těchto drahách liší od požadavků pro dráhu celostátní a dráhy regionální, kde se řidič nazývá strojvedoucím a potřebuje licenci strojvedoucího a osvědčením strojvedoucího pro konkrétní úseky dráhy a druhy vozidel a znalost jazyka. Před účinností zákona o dráhách z roku 1994 se pro řízení tramvají nevydávaly státní průkazy, ale pouze průkazy vydávané jednotlivými dopravci. Celostátně upravoval podmínky například výnos Federálního ministerstva dopravy č. 26049/76, kterým se vydává Zkušební řád pro řidiče, průvodčí, dispečery, výpravčí a pracovníky přepravní kontroly městské hromadné přepravy, ve znění výnosu č. 7129/1982-025 (registrovány v částce 8/1977 Sb. a v částce 9/1982 Sb.). Osoby, které řídily drážní vozidlo před účinností drážního zákona z roku 1994, byly povinny požádat o vydání průkazu způsobilosti k řízení do jednoho roku od jeho účinnosti. 
Zkoušce se může podrobit žadatel, který:
a) dosáhl předepsaného věku a vzdělání; podle § 6 vyhlášky 16/2012 Sb. je minimální věk pro přístup ke zkoušce z odborné způsobilosti k řízení drážního vozidla  na dráze tramvajové, trolejbusové nebo dráze lanové 21 let – předtím byl pro tramvaje věkový limit 20 let, tedy o rok nižší než pro autobusy; jako minimální stupeň vzdělání pro přístup ke zkoušce z odborné způsobilosti k řízení drážního vozidla na dráze tramvajové a trolejbusové je v § 7 vyhlášky stanoveno ukončené základní vzdělání.
b) je spolehlivý k řízení drážního vozidla (dle § 46 zákona, tj. nebyl pravomocně odsouzen pro trestný čin, jehož skutková podstata souvisí s řízením drážního vozidla, ani pro jiný trestný čin spáchaný úmyslně, jestliže vzhledem k řízení drážního vozidla a osobě žadatele je obava, že se dopustí stejného nebo podobného činu při řízení drážního vozidla, a nebyl mu soudem uložen trest zákazu činnosti spočívající v řízení drážního vozidla; k ověření si drážní správní úřad vyžádá výpis z evidence Rejstříku trestů)
c) prokázal svou zdravotní způsobilost
d) podrobil se předepsané výuce a výcviku
Požadavky na způsobilost upravují na základě zákonného zmocnění vyhlášky ministerstva dopravy. Vyhláška Ministerstva dopravy č. 101/1995 Sb., kterou se vydává Řád pro zdravotní a odbornou způsobilost osob při provozování dráhy a drážní dopravy. Touto vyhláškou byla také vyloučena působnost dosavadní směrnice Ministerstva zdravotnictví České socialistické republiky ze dne 27. listopadu 1985 č.j. LP/3-265-8.10.85/Pa pro posuzování zdravotní způsobilosti k řízení motorových vozidel, trolejbusů a tramvají, uveřejněné v částce 5-6/1986 Věst. MZd ČSR, registrované v částce 7/1986 Sb. 

#### Zdravotní způsobilost
Podle vyhlášky 101/1995 Sb. zdravotní způsobilost posuzuje a posudek o zdravotní způsobilosti vydává lékař závodní preventivní péče při preventivních lékařských prohlídkách v rámci závodní preventivní péče na základě zjištění zdravotního stavu posuzované fyzické osoby a na základě zdravotní náročnosti její pracovní činnosti. Preventivními prohlídkami se podle této vyhlášky rozumí vstupní prohlídky, pravidelné prohlídky, mimořádné prohlídky a výstupní prohlídky. 
Nezbytnou součástí každé prohlídky je anamnéza s cíleným zaměřením, komplexní fyzikální vyšetření (včetně vyšetření sluchu, zraku, vyšetření barvocitu tabulkami a orientačního vyšetření zorného pole a rovnováhy), vyšetření moče, glykemie, eventuálně ostatní laboratorní vyšetření podle anamnézy a fyzikálního vyšetření. Vyšetření při vstupní prohlídce se rozšíří o elektrokardiografické vyšetření, o neurologické vyšetření, včetně elektroencefalografického, o ušní, nosní a krční vyšetření, včetně audiometrického, o oční vyšetření, včetně vyšetření očního pozadí, prostorového vidění a šerosleposti a o vyšetření psychiatrické. Další doplňující vyšetření si posuzující lékař vyžádá v případě, že u posuzované osoby byly zjištěny vady nebo stavy nebo nemoci, které podstatně omezují další bezpečný výkon činnosti nebo by mohly přivodit podstatné zhoršení zdravotního stavu posuzované osoby. K posouzení zdravotní způsobilosti je posuzující lékař oprávněn vyžádat si od zaměstnavatele nebo drážního správního úřadu objektivní údaje potřebné k vlastnímu posouzení a od praktického lékaře, u něhož je posuzovaný v soustavné péči, příp. též od jiného ošetřujícího lékaře výpis ze zdravotní dokumentace s údaji nezbytnými pro posouzení zdravotní způsobilosti. 
Příloha č. 1 k vyhlášce č. 101/1995 Sb. v části C stanoví podmínky zdravotní způsobilosti osob řídících drážní vozidlo na dráze tramvajové, na dráze trolejbusové a osob řídících dráhu lanovou při vstupních preventivních lékařských prohlídkách. Způsobilost vylučují, stejně jako v případě strojvedoucích:  všechny druhy infekčních a parazitárních nemocí ve stádiu aktivity, zhoubné novotvary, diabetes mellitus, organické duševní poruchy, schizofrenie a poruchy schizotypální a poruchy s bludy, mentální retardace, abúzus a závislost na alkoholu či jiných návykových látkách, epilepsie a jiná záchvatová onemocnění s poruchou vědomí, systémové atrofie postihující primárně centrální nervovou soustavu, extrapyramidové a pohybové poruchy, demyelinizující nemoci centrální nervové soustavy, degenerativní poruchy nervové soustavy, poruchy rovnováhy, závraťové stavy, hypertenzní nemoc ve stádiu II a III dle WHO, ischemické choroby srdce a cév s komplikovaným průběhem nebo závažnými poruchami srdečního rytmu, stavy po aplikaci kardiostimulátoru, cor pulmonale, cévní nemoci mozku s následnými poruchami funkce, opakované embolizace ze žilního systému, porucha barvocitu, menší rozsah zorného pole než v horizontále zevně 80 stupňů, dovnitř 50 stupňů, ve vertikále vzhůru 40 stupňů, dolů 60 stupňů, poruchy prostorového vidění, nystagmus, hemeralopie. Požadavky na kvalitu zraku a sluchu jsou mírnější než u strojvedoucích: způsobilost vylučuje snížení zrakové ostrosti pod 5/7,5 nebo 6/9 s korekcí větší než plus/minus 3 Dsf každým okem zvlášť; při binokulárním vidění s touto korekcí snížení zrakové ostrosti pod 5/5 nebo 6/6, a poruchy sluchu znemožňující komunikaci hovorovou řečí na vzdálenost menší než 5 m každým uchem zvlášť nebo při audiometrickém vyšetření celková ztráta sluchu vyšší než 20 % (dle Fowlera). Navíc oproti strojvedoucím je vylučující diagnózou tělesná výška nižší než 150 cm. Příloha dále vyjmenovává řadu diagnóz, které vyžadují odborné posouzení a u kterých je kladný posudkový závěr podmíněn posouzením odborného lékaře. Při pravidelných a mimořádných prohlídkách jsou některé požadavky mírnější, například poruchy sluchu a barvocitu nebo hypertenzní nemoc v tomto případě již nejsou absolutní kontraindikací, ale spadají pod individuální odborné posouzení, a pro kvalitu zraku jsou stanoveny mírnější limity: snížení zrakové ostrosti pod 5/15 nebo 6/18 každým okem zvlášť, s korekcí větší než plus/minus 6 Dsf včetně astigmatické složky plus/minus 2 Dcyl; astigmatická složka, plně započítávaná do povolené korekce vyšší než plus/minus 2 Dcyl; při binokulárním vidění s touto korekcí snížení zrakové ostrosti pod 5/7,5 nebo 6/9. 
Posudek musí být jednoznačný (musí vyjadřovat způsobilost, nezpůsobilost nebo způsobilost za určitých jednoznačně vyjádřených podmínek) a nesmí obsahovat diagnózu. Posudek se vydává na omezenou dobu, a to u osob řídících drážní vozidlo ve věku do 50 let dva roky a ve věku nad 50 let jeden rok, v případě výskytu rizikových nemocí může lékař zkrátit na 1 rok i u osob mladších 50 let. Posudek lékař vydává u osob řídících drážní vozidlo dopravci nebo provozovateli dráhy, u uchazečů o získání průkazu způsobilosti k řízení drážního vozidla a v případě mimořádné prohlídky jej vydává drážnímu správnímu úřadu. Lékař seznámí posuzovaného s posudkem a na jeho žádost mu vydá posudek písemně. 

#### Dopravně psychologické vyšetření
Dopravně psychologické vyšetření požaduje vyhláška 101/1995 Sb. pouze pro strojvedoucí na dráze celostátní nebo regionální, v souvislosti s řidiči tramvají je nezmiňuje. Přesto je od řidičů tramvají téměř všude vyžadováno. 
Dopravní psychologie se po roce 1910 vyvíjela v rámci psychologie práce, například v USA či v Německu. Ve dvacátých letech byl v psychotechnickém oddělení Všesvazového úředního ústavu zdraví a organizace práce v Moskvě zkoumán vliv únavy na řidiče tramvají a prováděl se jejich psychotechnický výběr. Ruská psychotechnika byla velice známá a uznávaná i v zahraničí. Český Psychotechnický ústav, založený roku 1920 v rámci Masarykovy akademie práce jako její VI. odbor, měl za úkol výzkum lidské výkonnosti tělesné i duševní a aplikace tohoto výzkumu v hospodářské praxi. Od roku 1924 se práce Psychotechnického ústavu zaměřila na výběrové psychotechnické zkoušky (např. uchazeči o řízení tramvají v Praze, kandidáti na strojvůdce pro ministerstvo železnic, či v jiných resortech), takže již v roce 1925 bylo zkoušeno přes 500 řidičů tramvají a pro ministerstvo železnic bylo vyzkoušeno přes 600 kandidátů strojvůdcovství. V roce 1923 byla zřízena Psychotechnická laboratoř Elektrických podniků hl. m. Prahy a začala příprava návrhů na psychotechnické klasifikační zkoušky pro výběr zřízenců dopravní služby. Laboratoř byla vybavena podle návrhu Dr. Viléma Forstera, pod jehož vedením byly vypracovány metody a prováděny první zkoušky zaměstnanců. Kromě jiných metod tady byly zdokonalovány zkoušky odolnosti proti únavě, reakční pohotovost aj. Výsledky psychotechnických zkoušek byly zpočátku brány v úvahu nezávazně, po získání zkušeností byly rozhodnutím městské rady zavedeny povinně pro všechny uchazeče dopravní služby na elektrických drahách i v autobusech. Tato laboratoř se věnovala také studiu dopravních nehod na elektrických drahách z hlediska lidského činitele.

#### Odborná způsobilost
Prováděcím předpisem je vyhláška č. 16/2012 Sb., o odborné způsobilosti osob řídících drážní vozidlo a osob provádějících revize, prohlídky a zkoušky určených technických zařízení a o změně vyhlášky Ministerstva dopravy č. 101/1995 Sb. Tato vyhláška zapracovává předpis Evropské unie. 
Vyhláškou č. 16/2012 Sb. byla nově zavedena podmínka, že k prokázání odborné způsobilosti k řízení drážního vozidla na dráze tramvajové je třeba rovněž udělení řidičského oprávnění pro skupinu B (pro řízení trolejbusů je vyžadována skupina D). 
Zkouška se provádí příslušné druhy hnacího vozidla a příslušné druhy dráhy. Řidič tramvaje tedy prokazuje odbornou způsobilost pro hnací vozidla na tramvajové dráze (TR) a pro dráhu tramvajovou (TR) nebo jen pro dráhu tramvajovou pouze pro manipulační jízdy v depu (TR-D).
Rozsah potřebných odborných znalostí a způsob provádění výuky a výcviku pro dráhu tramvajovou stanoví příloha č. 6 vyhlášky 16/2012 Sb. Zahrnuje tyto oblasti: 
- Všeobecné znalosti (základní pojmy, podmínky pro zajištění bezpečnosti a plynulosti provozování dráhy a drážní dopravy, obsah a používání jízdního řádu, podmínky provozování dráhy a drážní dopravy - řízení drážní dopravy podle jednotného času, bezpečnost cestujících, přístup osob zdravotně postižených, informační systémy, opatření při mimořádných událostech, opatření při vzniku požáru, zásady řízení vlakové dopravy, návěstní soustava a signalizace, rádiové spojení, organizace dopravy, jízdy vlaků a posun, rychlost jízdy, zábrzdné vzdálenosti, bezpečnostní zastavovací místa, opatření při poruchách vozidel a technických zařízení, podmínky provozování drážního vozidla, odpovědnost za technický stav vozidla, revize vozidla, odborná způsobilost v elektrotechnice s kvalifikací osoba poučená
- Stavby dráhy, provozuschopnost dráhy (základní pojmy tramvajové dráhy, dopravní cesta tramvajové dráhy a její součásti, základní parametry a technické podmínky - průjezdný průřez, sklonové a směrové poměry, rozchod, převýšení a další, zastávky, sdělovací zařízení, zabezpečovací zařízení, křížení drah, pevná trakční zařízení, podmínky provozuschopnosti dráhy,
- Údržba a řízení vozidla, konstrukce vozidla nezbytná pro jeho řízení a údržbu (mechanika elektrické vozby, napájecí systémy, trakční charakteristika, adhesní vlastnosti, tachogram jízdy, rychloměry, základní pojmy elektrotechniky, konstrukce vozidla, mechanická, elektrická i pneumatická část vozidla – závadové stavy, jejich diagnostikování a případné odstranění, provoz, údržba a provozní ošetření vozidla, technologie řízení a obsluhy vozidla, nouzové řízení vozidla, řešení mimořádných událostí a nebezpečných situací, ekologie provozu)
- Výcvik v odstraňování provozních poruch hnacího vozidla na dráze tramvajové v délce nejméně 15 hodin, resp. 8 hodin pouze pro manipulační jízdy v depu, jízdní výcvik v řízení a obsluze hnacího vozidla pod dozorem v délce nejméně 50 hodin, resp. 25 hodin pouze pro manipulační jízdy v depu

#### Zkouška
Zkouška z odborné způsobilosti se podle vyhlášky 16/2012 Sb. provádí u dopravce. Skládá se před tříčlennou zkušební komisí jmenovanou drážním správním úřadem, alespoň 1 člen komise musí být držitelem průkazu způsobilosti a předseda komise musí být zaměstnancem drážního správního úřadu. Předseda komise před zahájením zkoušky ověřuje totožnost uchazeče i doklady prokazující absolvování výuky a výcviku a zdravotní způsobilost. 
Zkouška je neveřejná a skládá se z teoretické a praktické části. Teoretická část se provádí formou písemného testu a ústního pohovoru. Písemný test se skládá alespoň z 50 otázek ze znalostí uvedených v přílohách č. 4 až 8 pro příslušný druh dráhy, přičemž každé otázce jsou přiřazeny minimálně 3 možné odpovědi, z nichž pouze 1 je správná. Ústní pohovor se skládá z otevřených otázek k prověření hlubších znalostí a vzájemných souvislostí. Pokud se členové komise neshodnou na bodovém hodnocení ústní odpovědi, nechá předseda o přidělení bodů hlasovat. Komise přijme hodnocení, které podpoří 2 její členové. Praktická část zkoušky se skládá zejména z řízení vozidla příslušného druhu na dráze v provozních podmínkách a odstraňování provozních poruch. K hodnocení stupněm „prospěl“ je třeba získat minimálně 80 % bodů z celkového možného počtu bodů v písemném testu i ústním pohovoru a prokázat praktické znalosti řízení drážního vozidla. Žadatel, který neprospěl pouze v některé části zkoušky, může tuto část zkoušky opakovat nejpozději do 6 měsíců od konání zkoušky.

#### Přezkoušení
V případě, že při řízení drážního vozidla osoba vykazuje nedostatky, které mohou ohrozit bezpečnost drážní dopravy, nebo má-li drážní správní úřad důvodné pochybnosti o zdravotní nebo odborné způsobilosti osoby, drážní správní úřad nařídí přezkoušení odborné a zdravotní způsobilosti. Podle výsledku přezkoušení může rozhodnout o omezení řízení drážního vozidla nebo o zákazu řízení drážního vozidla. V případě rozhodnutí o zákazu řízení drážního vozidla odejme osobě průkaz způsobilosti k řízení drážního vozidla. V případě přezkoumání na základě pochybností drážní správní úřad zadrží průkaz způsobilosti do doby, kdy důvody pro zadržení průkazu pominou.

#### Řízení bez průkazu
Bez průkazu způsobilosti mohou řídit drážní vozidlo osoby při jízdním výcviku nebo při zkoušce z řízení drážního vozidla. Při provozování drážního vozidla neschváleného typu pro účely zkušebního provozu a při zkouškách pro schválení typu nebo změny typu může drážní vozidlo řídit osoba dodavatele bez průkazu způsobilosti, a to pouze pod dohledem osoby dopravce, který zodpovídá za zachování všech zásad pro bezpečnost drážní dopravy. Vyhláška 16/2012 Sb. upřesňuje, že takový dohled může vykonávat pouze osoba oprávněná k řízení, která má v řízení drážního vozidla praxi nejméně 5 let. 
Povinnost zajistit, aby drážní vozidla na dráze tramvajové, trolejbusové, speciální, lanové a vlečce řídily osoby, které mají platný průkaz způsobilosti k řízení drážního vozidla a jsou odborně a zdravotně způsobilé, má podle § 35 zákona o dráhách dopravce. Pokud to nezajistí, jde o správní delikt podle § 52 odst. 1 zákona o dráhách. Za tento správní delikt lze uložit pokutu až do 10 milionů Kč. 

### Provozní povinnosti
Základní pravidla pro činnost řidiče stanoví dopravní řád drah (vyhl. 173/1995 Sb.), jehož ustanovení týkající se povinností řidičů jsou zpravidla kompletně zapracovány do dopravního a návěstního předpisu příslušného dopravce a provozovatele dráhy. Základní zásady týkající se provozování tramvajové dopravy (kontrola a předávání vozidla, rychlost jízdy, označování vozidla) jsou uvedeny v části třetí hlavě třetí dopravního řádu drah, kde však není přímo specifikováno, co je povinností řidiče. Řidič nebo osoba řídící drážní vozidlo jsou výslovně zmíněni například v definici jízdy podle rozhledových poměrů nebo ve zmínce o předávání vozidel na zastávce mezi dvěma řidiči. Podle § 68 musí být osoba řídící drážní vozidlo prokazatelně zpravena o změnách stavebně technických parametrů staveb drah a staveb na dráze nebo o okamžitých změnách stavebně technických parametrů staveb drah a staveb na dráze, které mají přímý vliv na bezpečnost a plynulost provozování drážní dopravy. Ve stavebním a technickém řádu drah (vyhl. 177/1995 Sb.) je řidič tramvaje zmíněn například v § 58, podle něhož osvětlení zastávek nesmí snižovat viditelnost návěstních znaků, umožnit jejich záměnu nebo oslňovat řidiče tramvaje nebo silničního vozidla, a obdobně podle § 55 osvětlení v tunelech musí být upraveno tak, aby nemohlo dojít k oslňování osoby řídící drážní vozidlo a aby nemohlo dojít k záměně návěstních znaků.
Řidič odpovídá za jízdu tramvajového vlaku (ten se v pravidlech silničního provozu nazývá tramvaj). Jízda drážního vozidla dráhy tramvajové se řídí na vzájemnou vzdálenost podle rozhledových poměrů nebo se řídí návěstidly nebo informačními systémy se zabezpečeným přenosem dat. Návěstmi umístěnými na trati a většinou dalších návěstí se řidič musí řídit, některé návěsti ale i sám dává: mezi návěsti dávané výhradně řidičem patří návěst „pozor“, kterou řidič musí dát před rozjezdem vozidla nebo jí může upozornit na jedoucí drážní vozidlo – návěst tvoří dva krátké zvuky mechanickým zvoncem nebo jeden zvuk elektrickým zvoncem s dobou trvání do 2 sekund. U dalších návěstí (například u výzvy „Nevystupujte – nenastupujte“, kterou může dávat i průvodčí, či u návěstí určených ke komunikaci mezi členy vlakové čety) není DŘD určeno, kdo je dává; totéž se týká i návěstí dávaných ručně či akusticky zpravidla zevně vlaku (stůj, pomalu, zastavte všemi prostředky). Provozní předpis může stanovit další návěsti, které dává řidič, například v Praze návěst „Směr jízdy“, která dává řidič gestem výhybkáři, pokud není směr jízdy patrný z označení vlaku.
Ve vyhlášce 175/2000 Sb., o přepravním řádu pro veřejnou drážní a silniční osobní dopravu, jsou řidič nebo osoba řídící vozidlo výslovně zmíněny několikrát: v zákazu mluvit za jízdy na osobu řídící vozidlo nebo jí bránit ve výhledu z vozidla, v souvislosti s oprávněným vyloučením cestujícího z přepravy, v souvislosti s tím, že osobě řídící vozidlo či řidiči se dává znamení či informace o úmyslu nastoupit nebo vystoupit, a pak v souvislosti s tím, kdo smí dát cestujícímu souhlas s nástupem nebo výstupem při zastavení mimo stanici nebo ve stanici, kde podle jízdního řádu nezastavuje. 
Zákon o pravidlech silničního provozu (361/2000 Sb.) věnuje povinnostem řidiče tramvaje samostatný § 8. Podle něj pro řidiče tramvají platí  § 4 (Povinnosti účastníka provozu na pozemních komunikacích), § 5 (Povinnosti řidiče) a § 7 odst. 1 písm. a) (řidič nesmí předat řízení motorového vozidla osobě bez řidičského oprávnění) a písm. c) (řidič nesmí při jízdě vozidlem držet v ruce nebo jiným způsobem telefonní přístroj nebo jiné hovorové nebo záznamové zařízení). Dále § 8 stanoví, že řidič tramvaje je povinen mít při řízení tramvaje u sebe občanský průkaz a průkaz způsobilosti k řízení drážního vozidla a na výzvu policisty mu je předložit ke kontrole. Dále je řidič tramvaje zmíněn v ustanovení podle nějž se na něj nevztahuje zákaz ohrozit nebo omezit chodce, který přechází pozemní komunikaci po přechodu pro chodce (v § 5 odst. 2). Pravidla silničního provozu však upravují provoz tramvají i dalšími ustanoveními, v nichž není řidič výslovně zmíněn. 

### Úprava v provozních předpisech DPP
Příkladem provozního předpisu je Dopravní a návěstní předpis pro tramvaje D1/2, který platí v tramvajové síti Dopravního podniku hl. m. Prahy a.s. Řidičům tramvajových vlaků na tramvajové dráze tohoto podniku, dispečerům a výpravčím je předepsána úplná znalost tohoto předpisu, průvodčím, brzdařům a výhybkářům částečná znalost. 

#### Organizační postavení řidičů

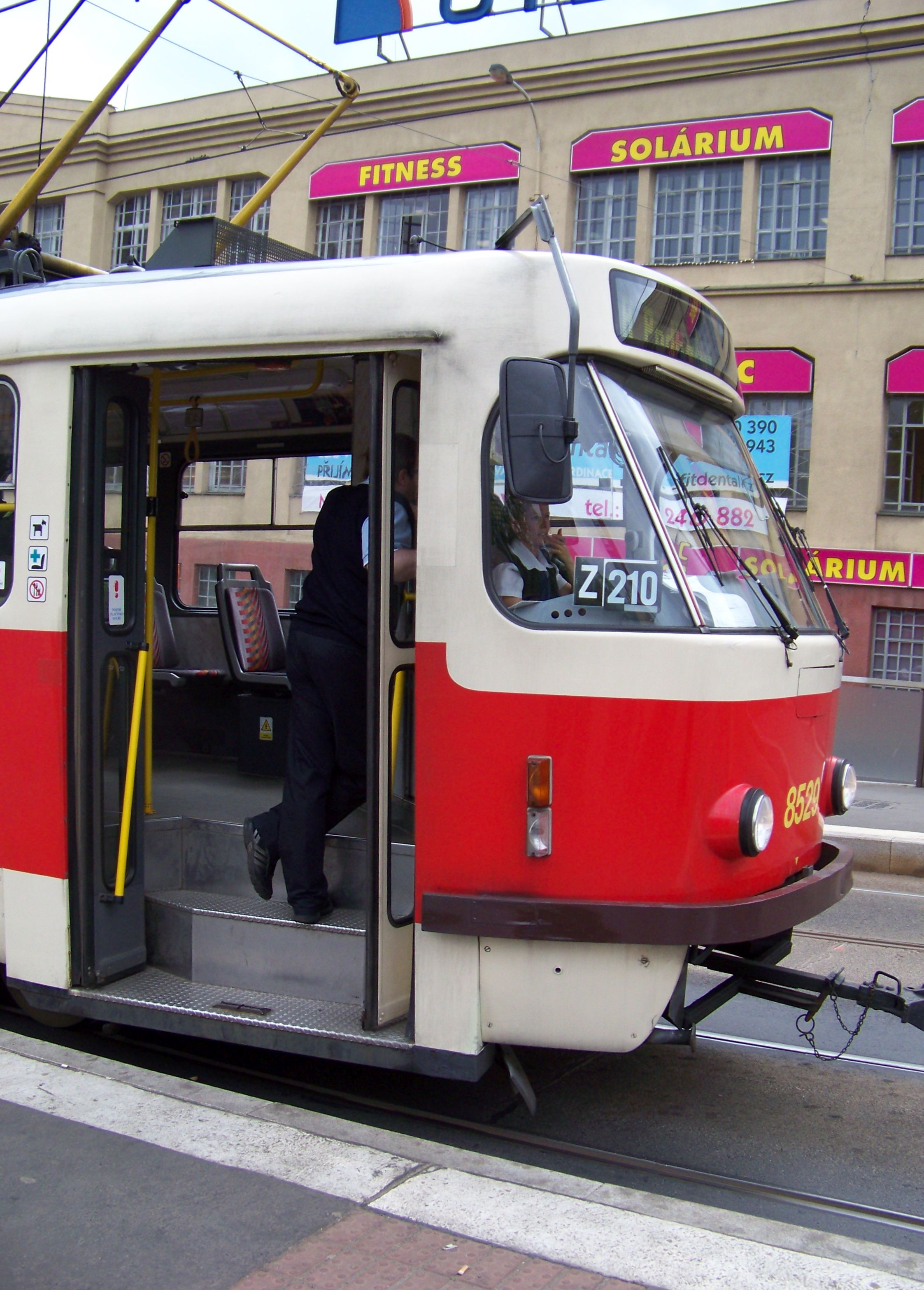
Zacvičovaná řidička řídí tramvaj s cestujícími pod dozorem zacvičujícího řidiče, což je u pořadového čísla označeno písmenem Z

Podle tohoto předpisu je řidič tramvaje osoba určená k řízení tramvajového vlaku, přičemž zvlášť je zmíněn řidič tramvaje s oprávněním instruktora. Řidičem tramvaje není brzdař, tedy osoba určená k ovládání vozu tramvajového vlaku při vlečení, sunutí nebo
jízdě kombinovaného vlaku. Názvy funkcí v provozním předpise jsou stanoveny nezávisle na případných změnách v názvech příslušných pracovních profesí. Řidiči tramvají jsou řazeni mezi pracovníky provozu ve výkonné provozní službě (kam patří též výpravčí,
dispečeři, výhybkáři, brzdaři a další). Pracovníci výkonné provozní služby mohou samostatně vykonávat funkci až po
úspěšném vykonání předepsané zkoušky a zácviku. Pracovníci výkonné provozní služby jsou povinni nosit při výkonu služby předepsaný
stejnokroj. 
Je-li doprovod vlaku (v pražském provozním předpise nazývaný vlaková četa) vícečlenný (mohou do něj patřit ještě průvodčí, brzdaři, poučené osoby např. k zajištění couvání, řidič sunoucího vozu v případě kombinovaného sunoucího a vlekoucího vlaku apod.), je vedoucím vlakové čety podle provozních předpisů řidič, resp. první řidič ve směru jízdy. Vlak, který současně ovládají nejméně dva řidiči, se nazývá kombinovaný. Je-li sunut neprovozuschopný vůz nebo vlak, osoba na stanovišti řidiče se stává brzdařem, tj. je podřízena řidiči sunoucího vozu. U vlaků, na nichž se provádí zácvik, tvoří vlakovou četu dva řidiči, přičemž zacvičující řidič je nadřízen zacvičovanému řidiči, přičemž za provoz vlaku je zodpovědný ten, kdo v předmětné době řídí vlak. Ve cvičných vlacích musí být ve vlakové četě vždy řidič s oprávněním instruktora, který vykonává dozor a je nadřízen osobám zúčastněným na výcviku, resp. zkoušce, a vykonává přiměřeně činnosti osoby řídící vlak. Řídí-li však cvičný vlak osoba s platným průkazem způsobilosti k řízení drážního vozidla, je tato osoba plně zodpovědná za řízení a obsluhu tohoto vlaku.
Brzdařem může být pouze osoba s oprávněními řidiče tramvaje. 
Přímým nadřízeným řidiče je výpravčí příslušné vozovny. Z hlediska operativního řízení je řidičům nadřízen provozní dispečink JPT (Jednotka Provoz Tramvaje), v některých případech i pracovníci kontroly provozu.

#### Provozní náležitosti
Řidič tramvaje musí kromě průkazu způsobilosti k řízení drážního vozidla mít ještě „oprávnění k řízení vozidel na tramvajové dráze v kolejové síti Dopravního podniku hl. m. Prahy, akciová společnost“ a oprávnění k obsluze vysílacích radiových stanic (popř. potvrzení o nižší radiotelefonní zkoušce).  
Povinnými služebními osobními náležitostmi řidiče jsou: 
- občanský průkaz, průkaz způsobilosti k řízení drážního vozidla, oprávnění k řízení vozidel na tramvajové dráze v kolejové síti Dopravního podniku hl. m. Prahy, oprávnění k obsluze vysílacích radiových stanic nebo potvrzení o nižší radiotelefonní zkoušce
- píšťalka
- univerzální klička
- identifikační karta
- osobní zámek pro uzamčení stanoviště řidiče
- univerzální klíč od sociálních zařízení

Výpravenské náležitosti jsou ty náležitosti vlaku, které řidič obdrží ve výpravně před vypravením vlaku na trať: provozní doklad, tiskopis zprávy o dopravní nehodě, potřebný počet zámků a klíčů k zajištění dveří nebo řízení vlaku proti zneužití neoprávněnou osobou a další potřebné klíče (od hasicích přístrojů, lékárničky, skříní s ovládacími prvky a pomůckami), v případě vlaku určeného k přepravě cestujících též vlakový jízdní řád, pořadová čísla vlaku, nálezní lístky, přelepky pro označení poruch dveří a označovacích strojků, kontrolní karty pro ověření funkce označovačů. Každý vlak musí být mimo dalších vlakových a vozových náležitostí vybaven výstražnou vestou pro řidiče, případně další členy vlakové čety. 

#### Řízení tramvaje a provozní povinnosti řidičů
Všichni pracovníci mají povinnost oznámit příslušnému útvaru zjištěné nedostatky a závady, související s provozem tramvají a bezpečností osob. Pracovníci provozu mají navíc například povinnost znát předpisy a příkazy vztahující se k jejich činnosti a přesně se jimi řídit, učinit všechna opatření k zamezení nebo zmírnění případů, ve kterých by mohlo dojít nebo došlo k ohrožení bezpečnosti
provozu nebo zdraví a života osob, neprodleně odstranit překážky, které brání plynulosti a pravidelnosti dopravy a ohrožují ostatní účastníky provozu a znát postupy pro spojení s provozním dispečinkem a složkami integrovaného záchranného systému. 
Jednosměrný tramvajový vůz má jedno hlavní stanoviště řidiče a jedno  pomocné stanoviště řidiče( krabička pod zadním oknem). Obousměrný tramvajový vůz má dvě hlavní stanoviště řidiče. Tramvaj se zpravidla řídí z hlavního stanoviště prvního vozu vlaku vpředu ve směru jízdy, při zpětném pohybu vlaku s jednosměrnými vozy z pomocného stanoviště. Ve výjimečných situacích ( např. poškození zadní části vozu po nehodě ) je přípustné po svolení dispečinkem JPT ovládání z hlavního stanoviště(ve směru jízdy), pokud bezpečnost zajišťuje odpovědná a poučená osoba( u DPP osoba prokazatelně seznámená s předpisem D 1/2- např. jiný řidič tramvaje, dispečer...),tento pohyb se označuje za couvání. Pokud možno se má při zpětném pohybu ovládat vlak z pomocného stanoviště posledního vozu. K couvání a zpětnému pohybu nad 2 metry mimo uzavřené objekty DP musí být vydán služební příkaz. Couvání a zpětný pohyb musí být zaznamenány v Provozním výkazu řidiče tramvaje, pokud to není nařízeno vnitřní normou jinak. Při couvání a zpětném pohybu mohou být ve vlaku cestující jen tehdy, není-li ohrožena bezpečnost provozu. 
Některé povinnosti řidičů: 
- Předpis stanoví zásady pro nástup i ukončení služby, přejímku a kontrolu vlaku, opuštění vlaku na trati nebo zajištění vlaku zarážkami, obsluhu vlaku (vytápění, větrání, vnitřní i vnější osvětlení, označení, doplňování písku apod.) vyplňování provozních dokladů, řízení vlaku, bezpečnou vzdálenost mezi vlaky nebo za nekolejovými vozidly, omezení rychlosti, a kdy musí řidič zastavit vlak, způsob zastavování a odbavování vlaku v zastávkách nebo projíždění zastávek a obsluhy dveří a nájezdové plošiny pro invalidy atd., povinnosti při zastavení vlaku mimo zastávku, při zajišťování garantovaných přestupů v zastávkách neobsazených dispečerem, jízdu přes výhybky a obsluhu výhybek, přerušení jízdy s cestujícími, použití výstražné vesty, spojování a rozpojování vlaků atd.
- Řidič je povinen označit vlak před výjezdem pořadovými čísly a zkontrolovat správné označení vlaku. Řidič též provádí případnou změnu označení vlaku v průběhu jeho provozního výkonu. Je-li vlak vybaven elektronickými informačními panely, odpovídá za správné označení řidič.
- Řidič je povinen jet po stanovené trase podle jízdního řádu a přepravovat cestující ve vlacích a úsecích, které jsou k přepravě cestujících určeny.
- Řidič podle pražského předpisu musí dodržovat jízdní řád se stanovenou tolerancí, avšak tato povinnost se vztahuje pouze k nástupním, přestupním a nácestným zastávkám uvedeným ve vlakovém jízdním řádu (tradičně nazývaným „kontrolní bod“). Pro odjezdy z těchto zastávek je stanovena nulová tolerance nadjetí, tolerance zpoždění je stanovena 59 sekund při odjezdu z nástupní nebo přestupní zastávky a 179 sekund z nácestné zastávky stanovené vlakovým jízdním řádem, pokud dodržení nebrání objektivní důvody (např. situace v provozu na pozemních komunikacích nebo v drážním provozu, čekání na přestup nebo cestující, obsluha nájezdové plošiny apod.).
- Dojde-li k přerušení provozu a je-li zdržení nebo předpoklad zdržení delší než 179 sekund, je řidič prvního vlaku povinen tuto skutečnost neprodleně ohlásit provoznímu dispečinku JPT, další řidiči musí příčinu přerušení provozu u řidiče předcházejícího vlaku a informovat cestující.
- Před vjetím do zastávky, nejpozději při zastavení v zastávce musí řidič vlaku pro pravidelnou přepravu cestujících vnitřním informačním zařízením oznámit cestujícím správný název zastávky, příp. možné přestupy, další informace či pokyny. Nelze-li požadované informace pro cestující poskytnout vnitřním informačním zařízením, oznámí je řidič samostatně vlakovým rozhlasem po zastavení vlaku. Na všech odklonových, přejezdových, výjezdových i zatahovacích trasách musí řidič informovat cestující o konkrétní trase vlaku, pokud to jednoznačně nevyplývá z vlakového informačního systému.
- Řidič je oprávněn vyloučit z přepravy cestujícího, pokud i přes upozornění nedodržuje přepravní podmínky, pokyny a příkazy pověřené osoby, znečišťuje vůz nebo pokud svým chováním ruší klidnou přepravu cestujících nebo ostatní cestující jinak obtěžuje.
- Řidič je povinen přijmout od cestujícího nález (ztracenou nebo zapomenutou věc) a zaevidovat jej.
- Řidič musí za jízdy sledovat stav kolejového svršku a trolejového vedení a veškeré zjištěné závady na kolejovém svršku, trolejovém vedení či traťovém zařízení musí okamžitě oznámit provoznímu dispečinku JPT. Mohla-li by závada způsobit poškození nebo vykolejení vlaku nebo zvětšení škody na traťovém zařízení, musí vlak ihned zastavit.

Pokud je při sunutí na čele vlaku brzdař, odpovídá místo řidiče za ověření stavu výhybky při jízdě proti jejím hrotům. Ruční zkoušku uzamčení uzamykatelné výhybky nebo ověření, zda nejde o volnou výhybku, může místo řidiče provést i poučený pracovník. 
Pokud je tramvajový vlak vlečen nebo sunut silničním motorovým vozidlem, spojení a rozpojení provádí obsluha motorového vozidla a odpovídá za něj řidič motorového vozidla. 
Řidič vlaku určeného k pravidelné přepravě cestujících nesmí zasahovat do rozvodů elektroinstalace vozu, pokud není služebním příkazem stanoveno jinak. Řidič mimo jiné nesmí za jízdy s nikým mluvit, jíst a pít, vpouštět přepravované osoby do prostoru vyhrazeného pro řidiče (s výjimkou pracovníků, kterým to umožňuje předpis), rozjíždět se před uzavřením dveří a otevírat dveře před zastavením, držet za jízdy v ruce nebo jiným způsobem telefonní přístroj nebo jiné hovorové nebo záznamové zařízení, reprodukovat hudbu nebo řeč (s výjimkou spuštění hlášení názvů zastávek, popř. informací pro cestující), mít na uších, případně v uších sluchátka, hands free či jiné předměty snižující vnímání a provádět činnosti, které snižují jeho pozornost nebo vnímání. Vztahuje se na něj obecně platný zákaz kouření ve voze, a to i na konečné nebo při jízdách neurčených pro přepravu cestujících. Dveře stanoviště řidiče při jízdě určené k přepravě cestujících nesmí být zakryty a za jízdy musí být uzavřené (nestanoví-li předpis výjimku) a nezakryté.